# Frederick Holder
Pour les articles homonymes, voir Holder.
Sir Frederick Holder, né le 12 mai 1850 à Happy Valley en Australie-Méridionale et mort le 23 juillet 1909 à Melbourne, est un journaliste et homme politique australien. Il est deux fois brièvement Premier ministre d'Australie-Méridionale, puis est le premier président de la Chambre des représentants fédérale, à la suite de l'unification de l'Australie en 1901.

## Biographie
Ses parents sont des immigrés originaires de Londres. Il devient enseignant, comme son père, puis proviseur en 1875. En 1877 il devient directeur d'un petit commerce à Burra, et rédacteur en chef du nouveau journal Burra Record, dont il deviendra plus tard le propriétaire. En 1885 il est élu maire de Burra, et fait développer les infrastructures locales. En 1877 il épouse Julia Holder, militante prohibitionniste. Le couple aura huit enfants. 
En 1887 il est élu député de Burra à l'Assemblée législative d'Australie-Méridionale. Il y défend le libre-échange, la réduction de l'impôt sur le revenu et des droits de douane, qui serait compensée par un accroissement de la taxe foncière. Le 27 juin 1889 il est nommé ministre des Finances par le Premier ministre d'Australie-Méridionale John Cockburn, jusqu'à la destitution du gouvernement par le Parlement en août 1890. Holder devient alors chef de l'opposition. Le 17 juin 1892 il parvient à mobiliser une majorité au Parlement pour destituer le Premier ministre Thomas Playford, et devient à son tour Premier ministre d'Australie-Méridionale, ainsi que ministre des Finances dans son propre gouvernement. Mais en cette époque de « grandes difficultés financières », il perd la confiance de sa majorité, et est destitué à son tour le 15 octobre. 
Il est à nouveau ministre des Finances d'avril 1894 au 28 novembre 1899, sous le Premier ministre Charles Kingston. C'est sous son mandat qu'est fondée la Banque d'État d'Australie-Méridionale. Il parvient à produire un budget en équilibre, « malgré des années successives de sècheresse et de dépression économique ». Il est également ministre chargé du Territoire du Nord, qui à cette date relève de la juridiction de l'Australie-Méridionale. Il visite les régions non-développées du Territoire, et propose des mesures pour y encourager la colonisation. Il succède à Kingston comme Premier ministre, tout en conservant le poste de ministre des Finances. Il fait ouvrir des bibliothèques dans les villes rurales, harmonise l'heure officielle à travers l'Australie-Méridionale, et préside la finalisation de mesures d'irrigation. 
En 1897, il est par ailleurs élu membre de la convention qui prépare l'unification fédérale de l'Australie, et qui rédige sa Constitution. Il fait adopter la Constitution fédérale par le Parlement d'Australie-Méridionale en juillet, puis mène avec succès la campagne pour le « oui » lorsque cette Constitution est soumise aux citoyens d'Australie-Méridionale par référendum. Il est élu député à la Chambre des représentants fédérale lors des élections du 30 mars 1901, représentant la circonscription plurinominale d'Australie-Méridionale, sous l'étiquette du Parti pour le libre-échange (Free Trade Party). Le 9 mai, lorsque s'ouvre la première session de la Chambre, il est élu président de la Chambre. En tant que premier titulaire de ce poste, il lui revient de forger en partie les modalités de ses propres fonctions, en adaptant celles héritées du système de Westminster. Il démissionne de son parti pour témoigner de la neutralité de sa fonction, ce que ne feront toutefois pas ses successeurs,. 
En 1902 il est fait chevalier de l'ordre de Saint-Michel et Saint-Georges par le roi Édouard VII. Il est réélu député en 1903, sans étiquette, représentant la circonscription de Wakefield, et est reconduit à la présidence de la Chambre. De même en 1906. Il exerce ses fonctions en se tenant en retrait de la vie politique partisane, et préside en 1903 le rapport qui mènera à terme à la création de la Bibliothèque nationale australienne.
Sa santé se détériore peu à peu, aggravée par la fatigue et le stress de ses fonctions. Tôt le matin du 23 juillet 1909, ayant présidé toute la nuit des débats houleux à la Chambre, il s'effondre inconscient en pleine séance. Il décède quelques heures plus tard d'une hémorragie cérébrale, sans avoir repris connaissance. Il reçoit des funérailles d'État.